# Lill-Acksjötjärnen
Lill-Acksjötjärnen är en sjö i Ljusdals kommun i Hälsingland och ingår i Ljusnans huvudavrinningsområde.